# 青蔵公路
青蔵公路（せいぞうこうろ）はチベット高原を横断する道路の一つである。109国道の一部であり、青蔵鉄路開通前は青蔵線（せいぞうせん）と呼ばれていた。基点は青海省西寧市で終点はチベットラサ市、ゴルムド市までは青海湖の南を通り鉄道と離れているが、ゴルムドからラサの間は青蔵鉄路とほぼ平行している。道路の平均高度は海抜4500mで雪線を超えているが、他のチベットへの道路（新蔵公路と川蔵公路）に比べれば道路状況は安定している。青蔵公路の建設は主に人民解放軍により行われた。当時の指導者は慕生忠将軍で青蔵公路の父と称されている。道路はチベット情勢に重要な役割を発揮し、1962年の中印国境紛争に於いて中国軍の最も重要な補給線となった。

## 規格
国家二級公路幹線であり、道路幅員は10m、最大勾配7%、最高制限速度は時速60kmである。

## 沿革
- 1949年11月23日：10月の中華人民共和国の建国以来、毛沢東はチベット進出を重要と考え、彭徳懐に人民解放軍が青海からチベットへ進入する構想を電報した。[2]
- 1950年：人民解放軍がチベットに進攻し、同時に道路建設を開始した。[3]
- 1954年12月25日：正式開通した。[4]
- 1975年：黒色舗装工事開始。[1]
- 1985年8月：改築工事が終了。[5]
- 2002年4月：整備工事を開始。[4]
- 2003年10月：整備工事竣工。[4]

## 里程・海抜
| 省、自治区     | 地級市、自治州、地区           | 県、県級市、地名       | 距離(km) | 標高(m) |
| -------------- | ------------------------------ | ---------------------- | -------- | ------- |
| 青海省         | 西寧市                         | 西寧市（起点）         | 0        | 2200    |
| 青海省         | 西寧市                         | 湟源県                 | 49       | 2600    |
| 青海省         | 海西モンゴル族チベット族自治州 | 都蘭県                 | 423      | 3100    |
| 青海省         | ゴルムド市                     | ゴルムド               | 783      | 2600    |
| 青海省         | ゴルムド市                     | 納赤台                 | 861      | 3600    |
| 青海省         | ゴルムド市                     | 崑崙山口               | 1000     | 4767    |
| 青海省         | 玉樹チベット族自治州           | 五道梁                 | 1052     | 4500    |
| 青海省         | ゴルムド市                     | 沱沱河大橋             | 1278     | 4580    |
| チベット自治区 | ナクチュ市                     | タンラ山口             | 1394     | 5231    |
| チベット自治区 | ナクチュ市                     | アムド県               | 1483     | 4700    |
| チベット自治区 | ナクチュ市                     | セニ区                 | 1621     | 4507    |
| チベット自治区 | ラサ市                         | ダムシュン県           | 1785     | 4265    |
| チベット自治区 | ラサ市                         | ヤンパチェン鎮         | 1860     | 4300    |
| チベット自治区 | ラサ市                         | トゥールン・デチェン県 | 1905     | 3640    |
| チベット自治区 | ラサ市                         | ラサ市中心部（終点）   | 1917     | 3650    |

## 主な接続路線

### 青海省
- G315国道、G227国道、S103省道 - 西寧市
- G214国道 - 倒淌河郷（共和県）
- S206省道 - 黒馬河郷（共和県）
- S207省道 - 茶卡鎮（中国語版）（烏蘭県）
- G215国道 - ゴルムド市

### チベット自治区
- S301省道 - アムド県
- G317国道、S305省道 - ナクチュ市セニ区
- S202省道 - ダムシュン県
- S304省道 - ヤンパチェン鎮（英語版）
- G318国道 - ラサ市

## 註釈・参考資料
1. 1 2  西藏的生命線——青藏公路（中国西藏信息中心）
2. ↑  回望歴史1（当当網）
3. ↑  回望歴史2（当当網）
4. 1 2 3  青藏公路介紹（青藏之旅）
5. ↑  進藏路線之青藏公路